# Nanningia zhangi
Nanningia zhangi is een spinnensoort in de taxonomische indeling van de strekspinnen.
Het dier behoort tot het geslacht Nanningia. De wetenschappelijke naam van de soort werd voor het eerst geldig gepubliceerd in 1997 door Zhu, Kim & Song.